# Abu-Kalijar
|  | Per a altres significats, vegeu «Abu-Kalijar (desambiguació)». |

Abu-Kalijar   (Bàssora, 1010 (Gregorià) - Ahwaz, octubre 1048 (Gregorià)) Abu-Kalijar al-Marziban ibn Sultan-ad-Dawla  fou un soldà buwàyhida.

## Biografia
El 1021 els soldats de Muixàrrif-ad-Dawla van matar el seu visir a Al-Ahwaz i es van declarar pel seu germà Sultan-ad-Dawla. Aquest, que havia estat apartat del govern d'Iraq per Muixàrrif el 1020, els va enviar el seu fill Abu-Kalijar, de 12 anys, per prendre possessió d'Ahwaz en nom seu.
El 1022 Sultan i Muixàrrif van fer les paus i el segon conservava Iraq i Sultan recuperava Fars i Khuzestan, però el desembre de 1023 o gener del 1024 va morir Sultan i el seu fill Abu-Kalijar (de 16 anys) i el seu oncle Abu-l-Fawaris de Kirman, es van disputar el control de Fars i Khuzestan durant dos anys; Abu-Kalijar va obtenir la victòria final però Fawaris va conservar Kirman i a la pau entre ambdós del 1027, Abu-Kalijar va acceptar pagar un tribut al seu oncle.
Mentre el juny de 1025 va morir Muixàrrif i el va succeir Jalal-ad-Dawla. La guarnició de Bagdad va proposar a Abu Kalidjar de nomenar-lo amir al-umara en lloc del seu oncle Djalal al-Dawla que no havia anat a prendre possessió, però Abu-Kalijar, en mig de conflicte, no va poder acceptar; tot i així Abu-Kalijar fou reconegut a Bagdad i es va fer la khutba en nom seu (desembre del 1025 al juny/juliol del 1027; el 1026 també es va fer la khutba en nom seu a Kufa. El 1027 Abu-Kalijar va enviar el seu visir Ibn Babshab per prendre possessió de la regió inferior de l'Eufrates, però el visir va extorsionar als habitants i va esclatar una revolta popular que el va foragitar.
El 1028 Abu-Kalijar va poder dominar Bàssora, aprofitant les lluites entre els membres daylamites i turcs de la guarnició. La mort d'Abu l-Fawaris de Kirman li va entregar també aquest territori. El 1029 Abu-Kalijar va ocupar Wasit i en represàlia Djalal al-Din va fer un atac a Ahwaz que fou saquejada.
Abu-Kalijar i Djalal al-Din es van enfrontar en una gran batalla que va durar tres dies l'abril del 1030 i el primer fou derrotat. Djalal va recuperar Wasit i la part inferior d'Iraq i fins i tot Bàssora per un temps però Abu-Kalijar va aconseguir recuperar aquesta ciutat i a l'octubre de 1030 va derrotar Djalal en la batalla d'Al-Madhar.
Durant els cinc anys següents, la turbulència de la guarnició turca de Bagdad va expulsar a Djalal d'aquesta ciutat diverses vegades. El 1032 el seu nom fou exclòs de la khutba que es va fer per un temps en nom d'Abu-Kalijar; Djalal va recuperar el control i l'any següent va ocupar Bàssora (1033) i per uns mesos el seu nom fou llegit a la khutba de la citat. El 1037 la guarnició turca de Bagdad va expulsar a Djalal i el seu nom fou exclòs altre de la khutba que es va fer novament, per un temps, en nom d'Abu-Kalijar. Aquesta vegada Abu-Kalijar va enviar tropes per garantir el seu poder, les quals van ocupar Wasit, que van conservar uns quants mesos. Tanmateix, Djalal va recuperar Wasit el mateix 1037, i finalment Dajal i Abu Kalidjar van acordar la pau oficialment, amb un compromís de no atacar-se un a l'altra.
El 1039 el governador semiautònom de Bàssora fou destituït per Abu Kalidjar que es va unir a Ibn Mukram d'Oman, al que va enviar tropes. El 1041/1042, a la mort d'Ibn Mukram va haver d'enviar altre cop tropes a Oman en esclatar disturbis. El 1042 va intervenir en una disputa entre els fills del kakúyida Ala al-Dwala. El 1042/1043 les seves forces van rebutjar el primer atac seljúcida a Kirman.
Djalal al-Dawla va morir el març del 1044. A Bagdad el seu fill Malik al-Aziz fou reconegut per la guarnició turca, però Abu Kalidjar va subornar a les tropes que el van proclamar al cap de poc (setembre del 1044) i la khutba fou llegida en nom seu; també fou reconegut a Hulwan (Pèrsia), a la zona de l'Eufrates i al Diyarbakir, esdevenint finalment l'únic sobirà buwàyhida. El califa li va atorgar el lakab (títol) de Muhyi al-Din.
En endavant la lluita es va centrar en l'amenaça seljúcida. Shiraz fou fortificada. El 1045/1046 no va poder rebutjar un atac seljúcida al sud-oest del Jibal a causa d'una epidèmia entre els seus cavalls. El 1047 va decidir fer aliança amb els seljúcides i va fer un acord amb Toghril Beg I segellada per dos matrimonis polítics entre la filla d'Abu Kalidjar i Toghril d'un costat, i pel d'una neboda de Toghril amb un segon fill d'Abu Kalidjar per l'altra.
Això va establir la pau a les seves possessions occidentals, però les orientals quedaven fora de l'acord i Kirman fou atac pels seljúcides el 1048. El governador local es va unir als atacants. Abu Kalidjar va sortir cap a la regió al front de les seves forces però va morir sobtadament abans d'arribar, el mes d'octubre del 1048.
Va deixar un mínim de nou fill dels que el gran, amb el títol de Malik al-Rahim, que era governador de Fars, el va succeir com amir al-umara. El segon fill Fulad Surun va assolir el govern de Fars en lloc del seu germà i el va conservar fins al seu assassinat a mans d'un rebel el 1062.